# Xã Wheatfield, Quận Grand Forks, Bắc Dakota
Xã Wheatfield (tiếng Anh: Wheatfield Township) là một xã thuộc quận Grand Forks, tiểu bang Bắc Dakota, Hoa Kỳ. Năm 2010, dân số của xã này là 74 người.